# Dahi baigana
Dahi baigana est un plat de l'État d'Odisha, en Inde, préparé à base de yaourt et d’aubergines, en particulier à l’occasion des festivals. Ce plat peut être préparé sans utiliser ni d'oignon ni d'ail quand ils ne sont pas autorisés dans certains festivals qui les considèrent comme de mauvais augure.

## Ingrédients
Aubergines (coupées en morceaux), yaourt (dahi), huile végétale / ghee, graines de moutarde, graines de cumin (jeera), graines de fenugrec (methi), graines de fenouil (pan mahuri), chili sec (sukhila lanka de Maricha), feuilles de cari (bhrusanga patra), gingembre coupé en petits morceaux, piments verts, sel, sucre.

## Variante
Il existe une variante de dahi baigana dans la cuisine du Cachemire. De la pâte d'épices et beaucoup de poudre de piment sont ajoutées au plat. Une telle préparation est un peu dorée au lieu d'être blanc jaunâtre.